# CS Gloria CTP Arad
AFC Gloria Arad a fost un club de fotbal din Arad, România, fondat în anul 1913 și desființat în 2014. Reînființat în anul 2022.

## Istoria
Gloria Arad a luat ființă în 1913, pentru ca în 1922 să fuzioneze cu proaspăt-înființata echipă CFR Arad și să ia denumirea Gloria CFR. În sezonul 1922-23 câștigă campionatul regional și ajunge în premieră în turneul final național al Diviziei A, unde este însă eliminată în sferturile de finală de Chinezul Timișoara. În sezonul 1929-30 a reușit prima mare performanță a clubului, promovarea în finala națională, sub conducerea antrenorului Virgil Economu. Însă, a pierdut ultimul act în fața echipei Juventus București. Din 1932, odată cu apariția campionatului divizionar, Gloria a evoluat în Divizia A până la întreruperea campionatului din cauza celui de-Al Doilea Război Mondial cu o singură excepție, în 1939-40 când a jucat în Divizia B. Din 1934 echipa s-a numit doar Gloria, despărțindu-se de căile ferate.
După război, Gloria a jucat în Divizia B, iar în 1949 și-a schimbat numele în ICA Arad. În 1969, echipa  a revenit la numele Gloria și în 1971 promovează în Divizia C, dar nu reușește să mai facă saltul spre fruntea fotbalului românesc, iar în 1978 retrogradează înapoi în Liga a IV-a.
În ultimul deceniu, Gloria a jucat continuu în Liga a III-a până în 2012 când a retrogradat. Anul 2014 a fost și mai devastator pentru club, Gloria retrăgându-se din campionat și retrogradând automat în Liga a V-a. Acesta a fost momentul care a dus la desființarea clubului.
În anul 2022 clubul a fost reînființat, urmând să își reînceapă activitatea din Liga a VI-a Arad.

## Internaționali importanți
Ștefan Barbu
Gyula Prassler
Robert Sadowski
George Tucudean

## Palmares
Liga I:
- Locul 2 (1): 1929–1930

## Gloria în Divizia A
- 1932-1933 (2 serii x 7 echipe):    12   6- 1-  5  21:20 - 13 puncte (locul 4 în seria I)
- 1933-1934 (2 serii x 8 echipe):    14   5- 2-  7  29:38 - 12 puncte (locul 6 în seria a II-a)
- 1934-1935 (1 serie x 12 echipe):   22   7- 7-  8  45:57 - 21 puncte (locul 8)
- 1935-1936 (1 serie x 12 echipe):   22  10- 2- 10  45:50 - 22 puncte (locul 6)
- 1936-1937 (1 serie x 12 echipe):   22   8- 2- 12  42:52 - 18 puncte (locul 8)
- 1937-1938 (2 serii x 10 echipe):   18   9- 6-  3  41:24 - 24 puncte (locul 3 în seria a II-a)
- 1938-1939 (1 serie x 12 echipe):   22   5- 7- 10  27:43 - 17 puncte (locul 12 - retrogradare în Divizia B)
- 1940-1941 (1 serie x 13 echipe):   24   9- 4- 11  46:48 - 22 puncte (locul 8)

## Jucători importanți
- Gheorghe Albu
- Ioan Lupaș
- Ion Șicolvan
- Ștefan Barbu
- Dan Stupar

## Lotul actual
- Stupar Nicholas
- Borlean Remus
- Cîșlaru Razvan
- Zavastian David
- Suciu Denis
- Frasincar Casian
- Drilă Răzvan
- Grama Claudiu
- Petriko Davide
- Chircan Andrei
- Anton Raul
- Cohuț Flavius
- Vida Răzvan
- Telecan Sebastian
- Dobre Cristian
- Cătuneanu Valentin
- Azuka Frank
- Ardelean Rareș
- Mihuț Alex

## Fotogalerie

Logo-uri vechi
Logo vechi